# 横浜市の市民の森
横浜市の市民の森（よこはましのしみんのもり）は横浜市に存在する市民の森のことであるが、本項では同市の緑地保護制度のひとつである「市民の森」について解説する。

## 概要
横浜市と土地所有者とのあいだで10年以上に渡る契約を結び、緑地保全・市民の憩いの場づくりに役立てる制度で、1971年より実施されている。市民の森に指定されるのはおおむね2ヘクタール以上の土地で、樹林地のほか、樹林地と一帯となった原野や農地、ため池なども対象とすることがある。指定を受けると市が散策路などの整備を行い、土地所有者への緑地育成奨励金の支給や、固定資産税・都市計画税の減免措置がとられる。土地所有者は、指定を受けた土地の開発行為が出来なくなり、所有権譲渡や抵当権などの権利設定には市長との協議が必要となる。
入場は日の出から日没までで、動植物の採取や持ち込み、火気の使用は出来ない。

## 市民の森一覧

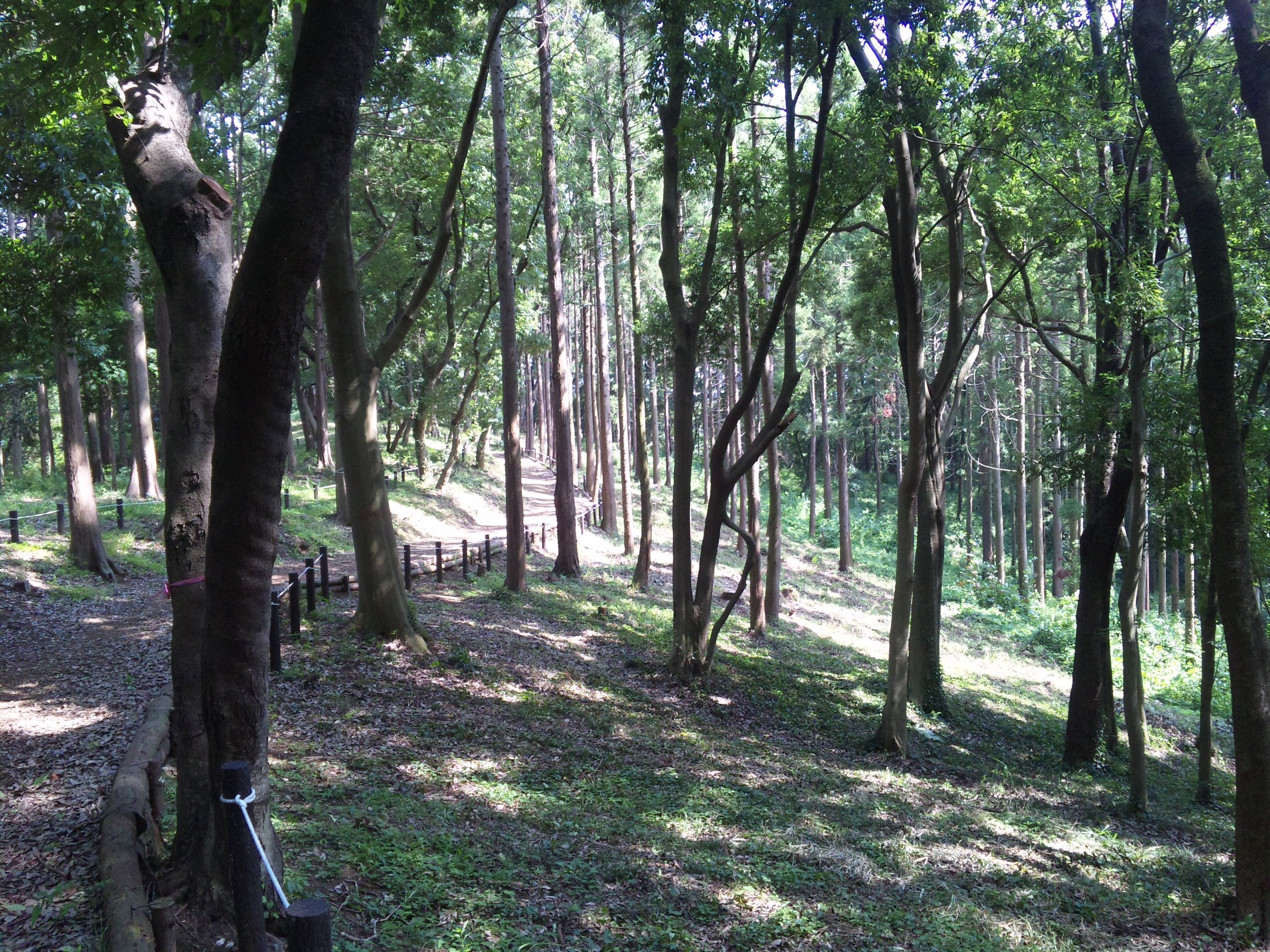
南本宿市民の森（旭区）

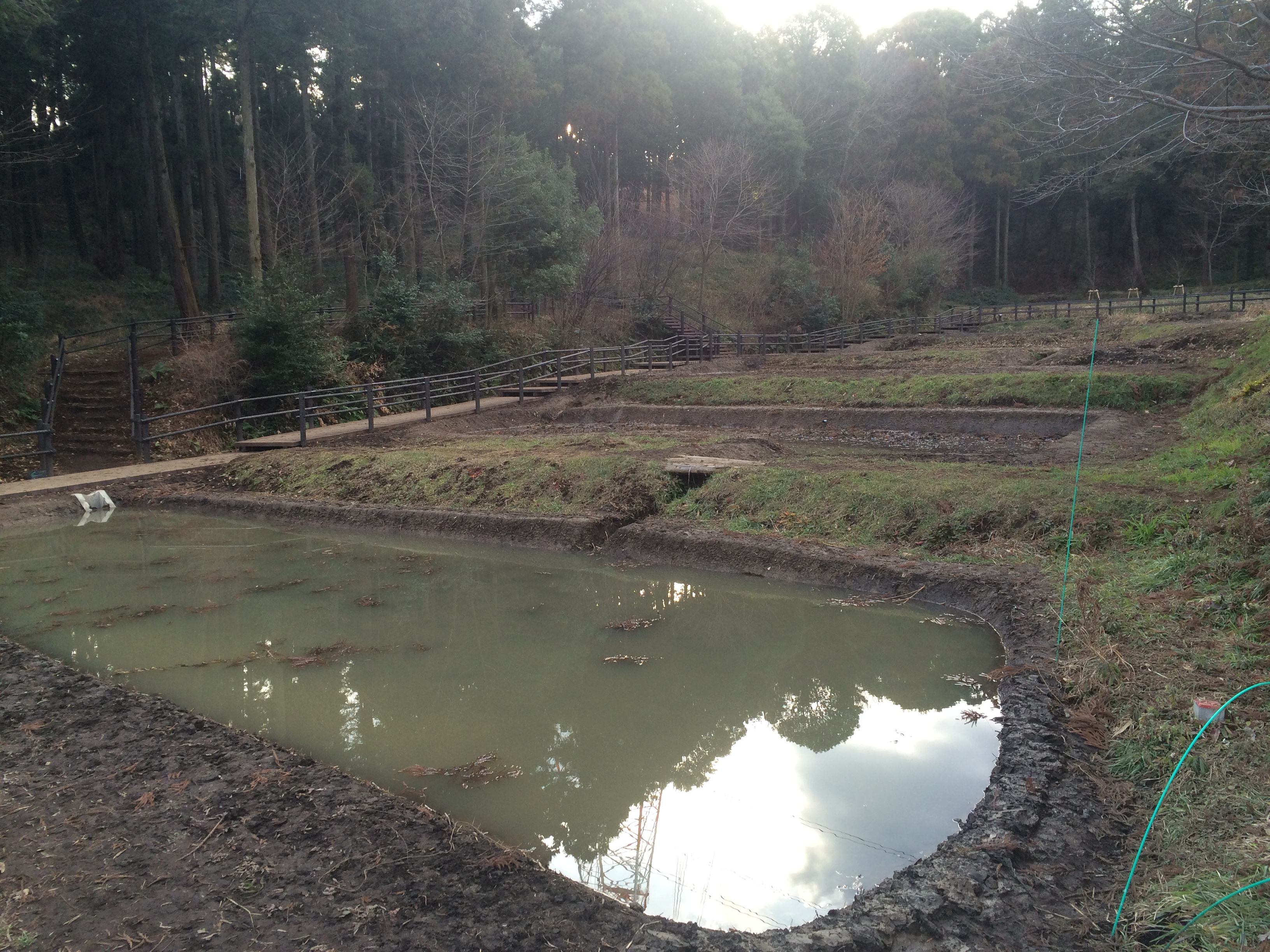
新橋市民の森（泉区）、西側の「休耕田の湿地」エリア

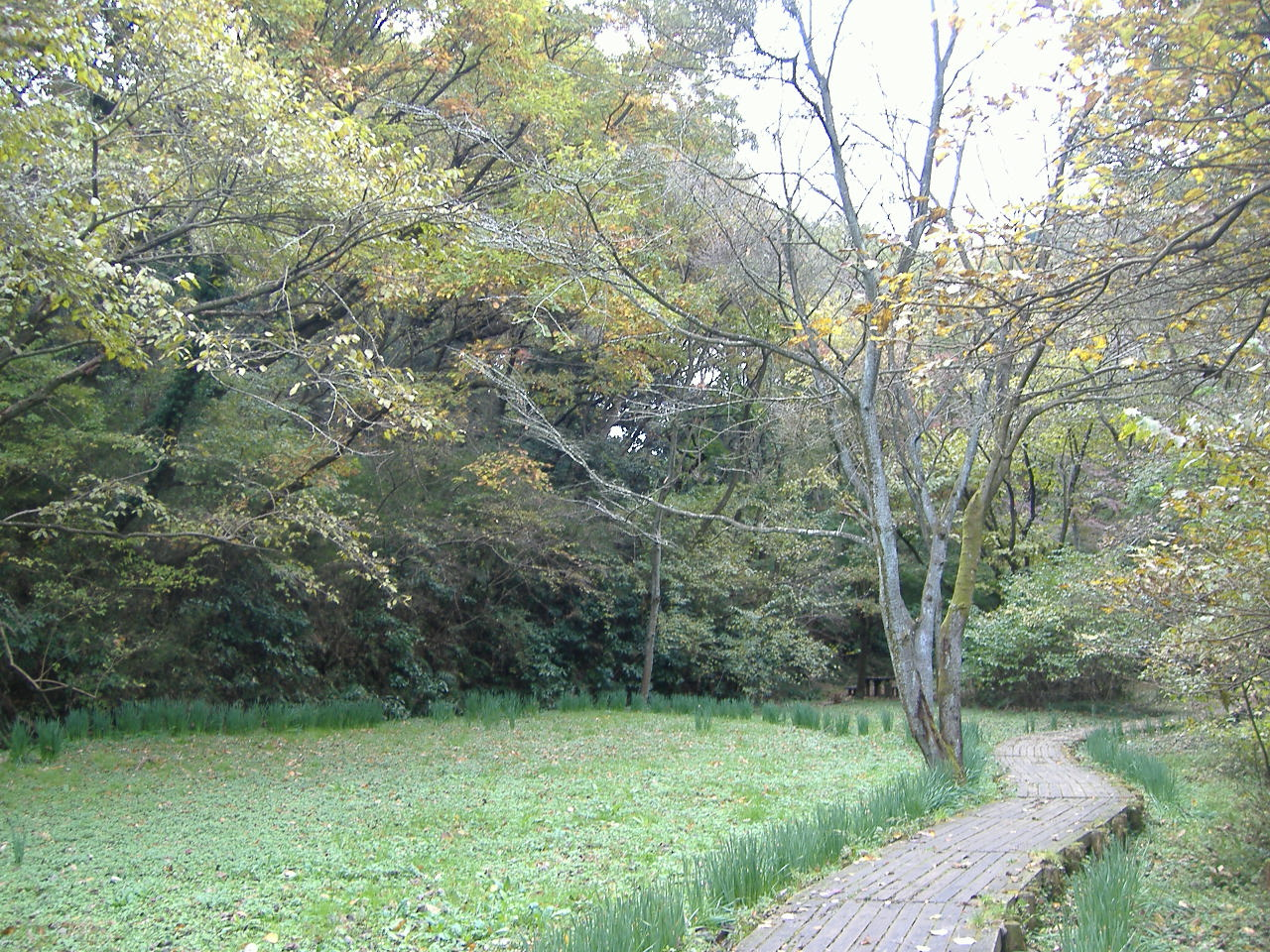
氷取沢市民の森（磯子区）

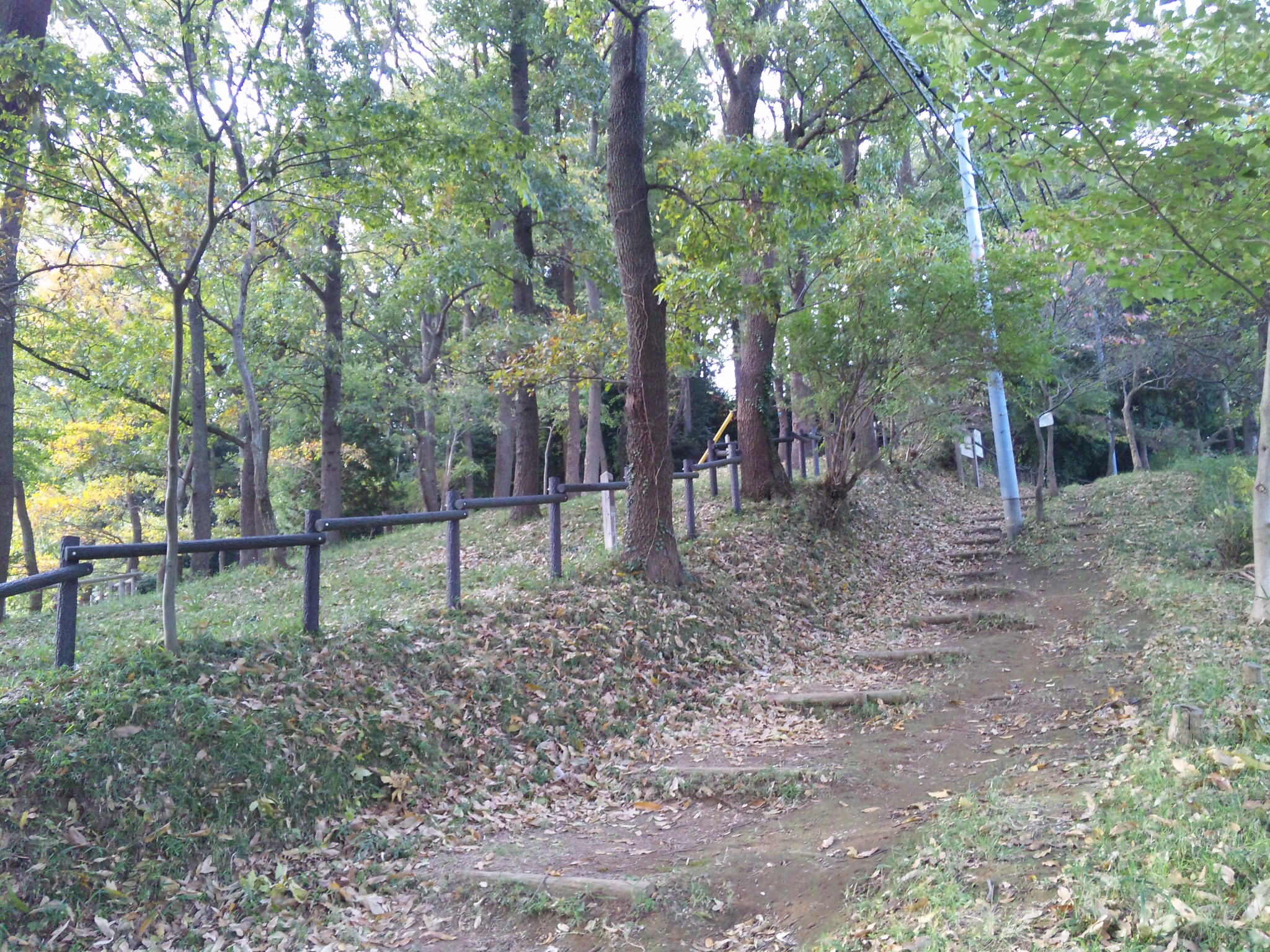
下永谷市民の森（港南区）

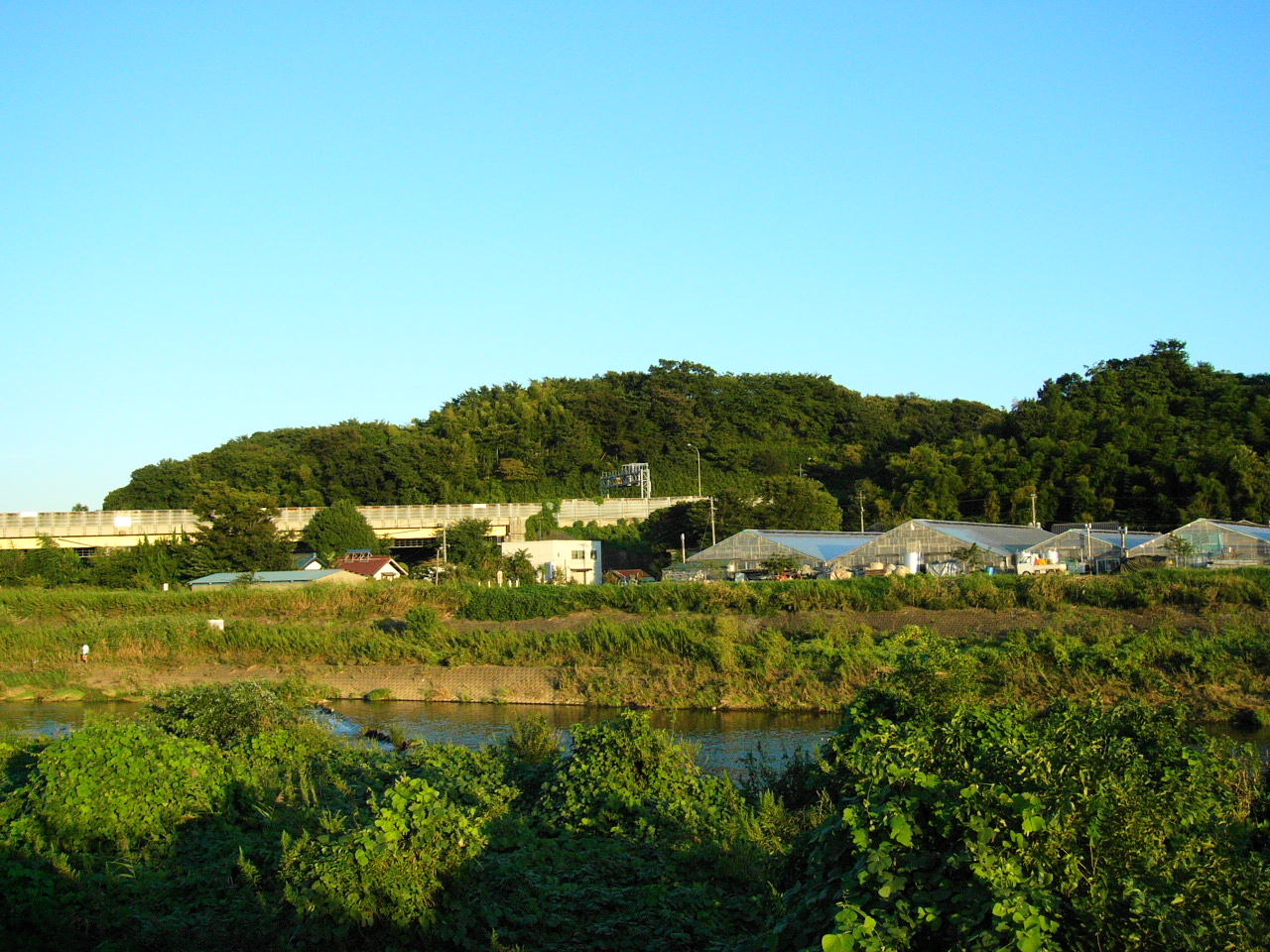
小机城址市民の森（港北区）

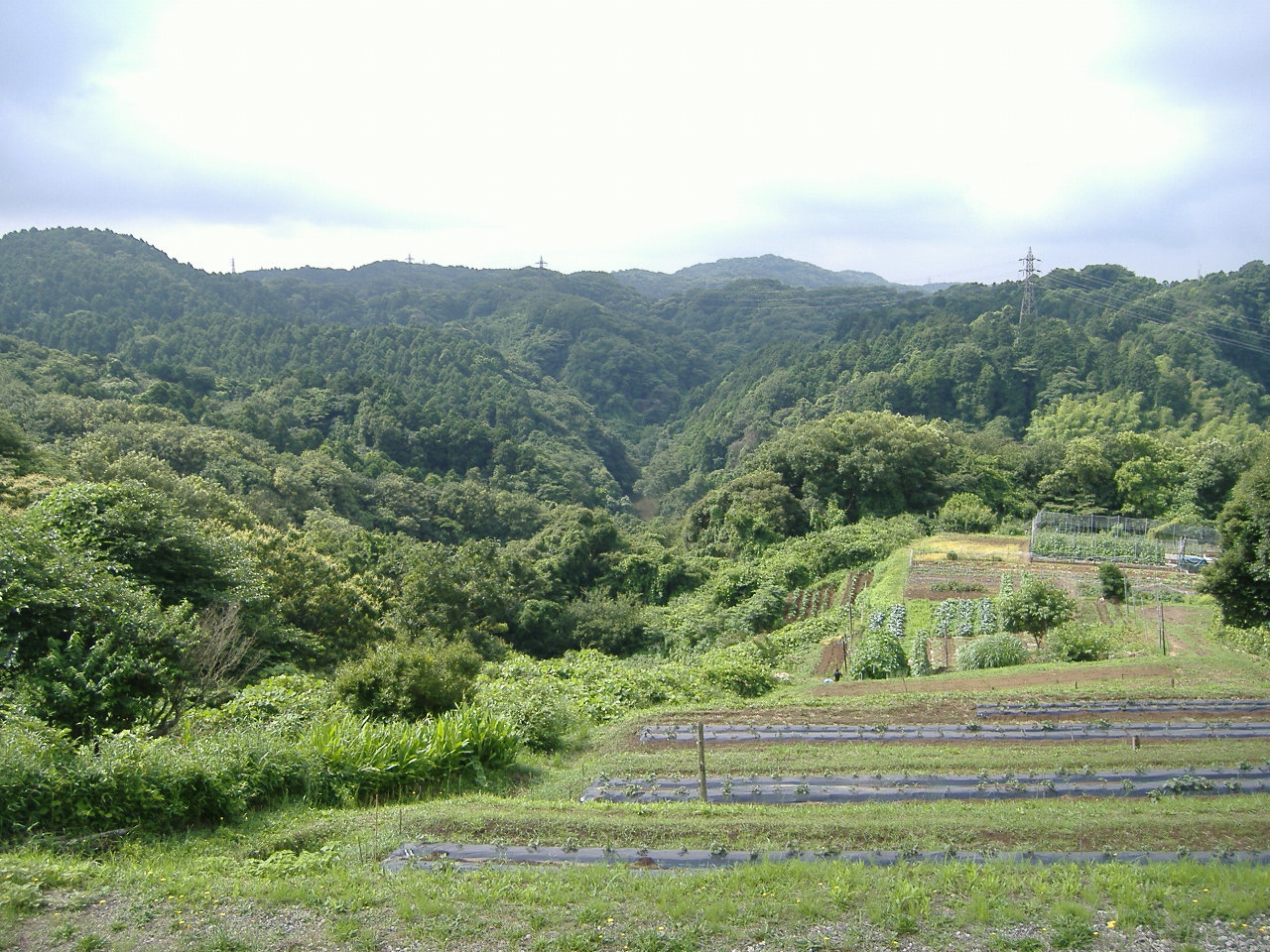
瀬上市民の森（栄区）

2023年4月1日時点で47か所、約553ヘクタール（未開園4か所を含む）が市民の森として指定を受けている。なお未開園の市民の森は仮称となっているため、今後名称が変更となる可能性がある。

### 青葉区
- 寺家ふるさとの森（寺家町/12.4ha/1983年10月28日開園） - 谷戸田と周囲の森を含んだ一帯が寺家ふるさと村となっており、農業体験や陶芸体験ができる。
- 恩田市民の森（恩田町/5.0ha/未開園）

### 旭区
- 矢指市民の森（矢指町/5.1ha/1991年4月28日開園）
- 追分市民の森（矢指町・下川井町/33.2ha/1994年3月26日開園）
- 南本宿市民の森（南本宿町/6.3ha/1995年9月17日開園）
- 今宿市民の森（今宿町/3.0ha/2013年3月15日開園）
- 柏町市民の森（柏町/1.9ha/2015年9月1日開園） - 相鉄いずみ野線南万騎が原駅から近距離に位置する雑木林を整備、園内は市民の憩いの場となる散策エリアと原則立ち入り禁止となる自然保護エリアに分けられる[2]。
- 上川井市民の森（上川井町/10.1ha/2018年4月1日開園）
- 市沢市民の森（市沢町/5.5ha/2021年4月1日開園）

### 泉区
- 中田宮ノ台市民の森（中田北三丁目/1.3ha/2012年7月20日開園）
- 新橋市民の森（新橋町/4.3ha/2015年1月16日開園） - 相鉄いずみ野線弥生台駅の北西側約200mに広がる森を整備したもので、市民の森はこの「樹林地」と西側に残されている「休耕田の湿地」の2つのエリアから構成される[3]。谷戸の湧水を源とする付近の小川にはホタルも生息しており、毎年6月頃には小川に沿って整備されている遊歩道「亀谷戸（かめやと）のせせらぎ水辺」（新橋町小川アメニティ）から鑑賞することができる[4][5]。
- 古橋市民の森（和泉が丘三丁目/2.2ha/2019年3月29日開園）

### 磯子区
- 峯市民の森（峰町/15.9ha/1974年10月8日開園）
- 氷取沢市民の森（氷取沢町[注 1]/71.8ha/1977年4月12日開園） - 隣接する瀬上・金沢・釜利谷の市民の森とともに、横浜南部から鎌倉市に及ぶ、三浦丘陵北部の広大な森林地帯を形成しており、円海山周辺の森としてかながわの美林50選にも選定されている。大岡川はこの森を源流とする（上流域の名称は笹下川）。また、当園の西端を武相国境（かつての武蔵国と相模国の国境、現在は栄区との区境）の尾根が通っている[6]。

### 神奈川区
- 豊顕寺市民の森（三ツ沢西町/2.3ha/1983年4月23日開園） - 豊顕寺の裏山を中心とした市民の森。三ツ沢公園に隣接。

### 金沢区
- 釜利谷市民の森（釜利谷町・釜利谷東五丁目/11.8ha/1973年11月7日開園） - 金沢動物園を含む金沢自然公園や、氷取沢・金沢の市民の森に隣接。
- 称名寺市民の森（金沢町・谷津町/10.7ha/1979年7月11日開園） - 称名寺や金沢文庫の裏手にあり、海の公園からも近い。
- 関ケ谷市民の森（釜利谷西二丁目・釜利谷東八丁目/2.2ha/2003年10月26日開園）
- 金沢市民の森（釜利谷町/26.5ha/2011年5月17日開園） - 京浜急行電鉄の所有地にある。氷取沢市民の森や横浜自然観察の森に隣接し、横浜市最高峰の大丸山も園内にある。当園の西端を武相国境（かつての武蔵国と相模国の国境、現在は栄区との区境）の尾根が通っている[6]。
- 朝比奈北市民の森（朝比奈町・大道一丁目・高舟台二丁目/11.5ha/2016年4月1日開園） - 園内北側を武相国境（かつての武蔵国と相模国の国境）の尾根が通っている[6][注 2]。
- 富岡東三丁目市民の森（富岡東三丁目/1.6ha/未開園）
- 御伊勢山・権現山市民の森（六浦二丁目・瀬戸/2.8ha/未開園）

### 港南区
- 下永谷市民の森（下永谷六丁目[注 3]/6.1ha/1972年4月15日開園）

### 港北区
- 小机城址市民の森（小机町/4.6ha/1977年10月1日開園）
- 熊野神社市民の森（師岡町・樽町四丁目/5.3ha/1980年7月19日開園）
- 綱島市民の森（綱島台/6.1ha/1991年10月26日開園）

### 栄区
- 飯島市民の森（飯島町/5.7ha/1972年4月5日開園） - 制度が実施されて最初に指定された市民の森。
- 上郷市民の森（上郷町・尾月/4.9ha/1972年4月10日開園）
- 瀬上市民の森（上郷町/48.2ha/1979年7月7日開園） - 中央に瀬上池を有する。氷取沢・金沢市民の森、横浜自然観察の森を経て鎌倉の建長寺・鎌倉宮方面とを結ぶハイキングコース「ビートルズトレイル」の起点となる。また、当園の北端と東端を武相国境（かつての武蔵国と相模国の国境、現在は港南区および磯子区との区境）の尾根が通っている[6]。
- 荒井沢市民の森（公田町/9.6ha/1998年5月24日開園）
- 鍛冶ケ谷市民の森（鍛冶ケ谷二丁目/2.9ha/2014年4月1日開園）

### 瀬谷区
- 瀬谷市民の森（瀬谷町・東野台・東野/19.1ha/1976年4月24日開園） - 園内の一角に「中丸山の古戦場」の説明版が立っている。当園の北東端を武相国境（かつての武蔵国と相模国の国境、現在は旭区との区境）の尾根が通っており[7]、江戸時代（宝永の頃）から江戸と鎌倉を結ぶ間道「野境道（のざかいみち）」[注 4]として利用されていた[8]。

### 都筑区
- 川和市民の森（川和町/4.0ha/2014年4月1日開園）
- 池辺市民の森（池辺町/4.0ha/2017年4月1日開園）[10]

### 鶴見区
- 獅子ケ谷市民の森（獅子ケ谷二丁目・三丁目[注 5]/18.6ha/1975年4月26日開園）
- 駒岡中郷市民の森（駒岡三丁目/1.1ha/2007年4月28日開園）

### 戸塚区
- まさかりが淵市民の森（汲沢町・深谷町/6.5ha/1984年10月25日開園）
- ウイトリッヒの森（俣野町/3.2ha/1987年5月30日開園） - 名称は、この森の土地所有者だった在日スイス人のアーノルド・ウイトリッヒにちなむ。
- 舞岡ふるさとの森（舞岡町/19.5ha/2001年5月5日開園） - 森を含んだ一帯が舞岡ふるさと村となっており、舞岡公園にも隣接。野菜やハムの直売所もある。
- 深谷市民の森（深谷町/3.1ha/2012年4月1日開園）
- 名瀬・上矢部市民の森（上矢部町・名瀬町/15.2ha/2022年3月28日開園）

### 保土ケ谷区
- 今井・境木市民の森（今井町/2.7ha/2022年4月1日開園）

### 緑区
- 三保市民の森（三保町/39.7ha/1972年11月4日開園）
- 新治市民の森（新治町・三保町/68.0ha/2000年3月26日開園） - 横浜市の市民の森の中で最大の面積を有する。
- 鴨居原市民の森（鴨居町/2.0ha/2005年4月2日開園）
- 長津田市民の森（長津田町/3.0ha/2020年4月1日開園）
- 台村市民の森（台村町/2.0ha/未開園）